# Floating

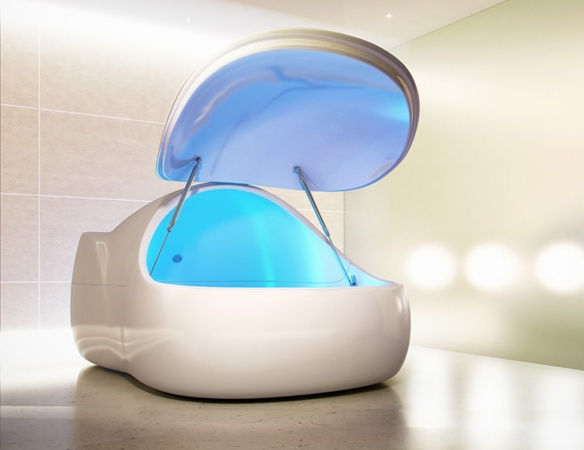
Floating-Tank

Floating (englisch für „schweben“, „treiben“) ist ein Verfahren, bei dem Personen mit Hilfe von konzentriertem Salzwasser in einer speziellen Floating-Anlage (Isolationstank, Floating-Tank oder Floating-Becken) abgeschottet von Außenreizen quasi schwerelos an der Wasseroberfläche treiben. Im medizinischen Bereich wird die Anwendung in der Schmerzmedizin, Orthopädie, Dermatologie und Sportmedizin erforscht. Im therapeutischen Bereich wird Floating unter anderem im Stressmanagement, bei Burnout-Syndrom und Suchtentwöhnung eingesetzt. Im Wellnessbereich wird Floating auch mit minimalistischen Licht- und Toneffekten angeboten.
Floating macht sich vor allem die positiven Effekte einer sensorischen Deprivation zunutze. Angestrebt wird von den meisten eine physische und mentale Tiefenentspannung, von manchen auch ein möglicher veränderter Bewusstseinszustand.

## Methode

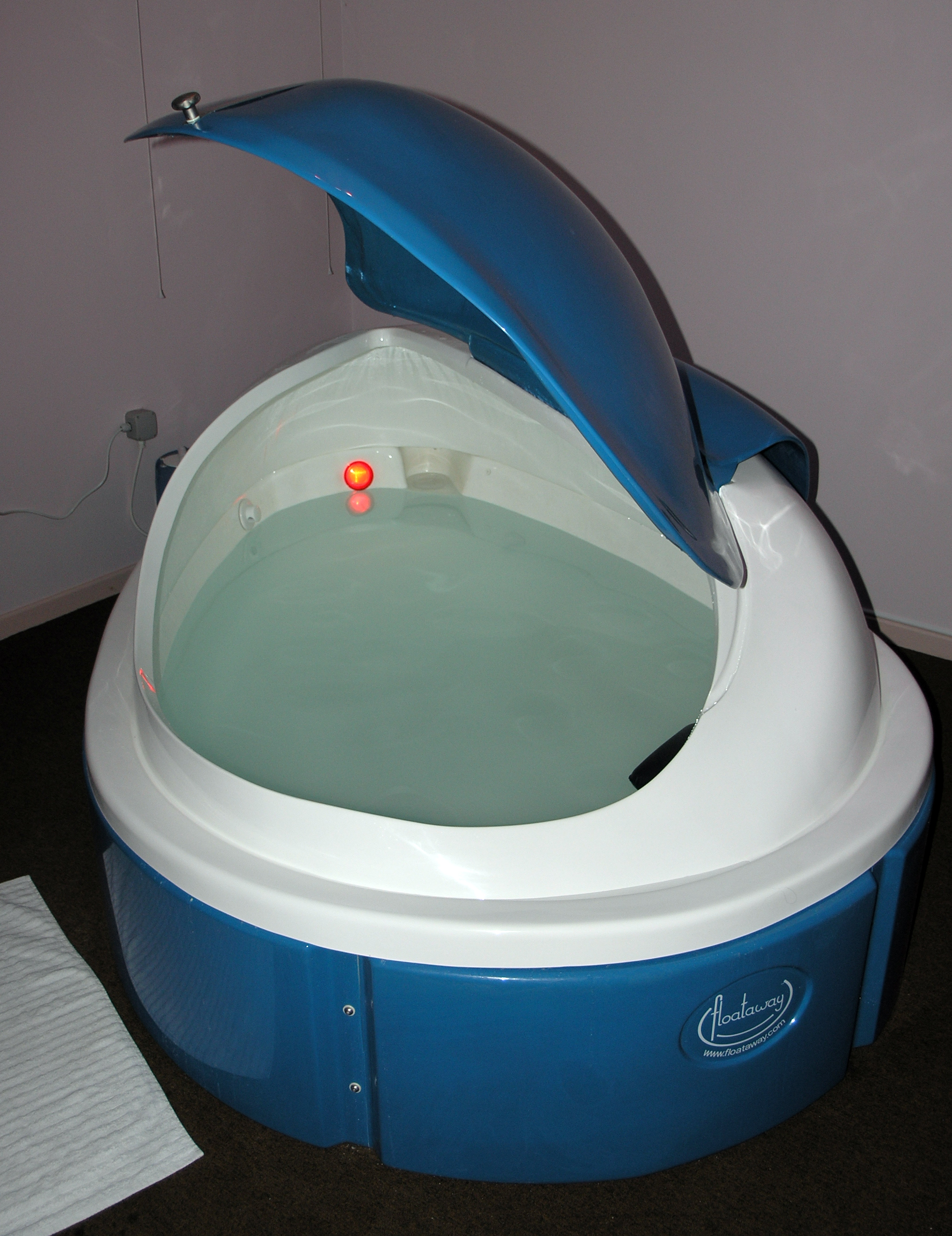
Innenansicht eines Floating-Tanks

Vom Aufbau her gleicht eine Floating-Anlage (Synonyme: Entspannungs-Tank, Isolations-Tank, Samadhi-Tank, Schwebebad) einer Art Badewanne in einer dunklen und schalldichten Kabine. Ein Floating-Tank ist im Innenmaß etwa 2,30 Meter lang und 1,50 Meter breit. Floating-Becken existieren in unterschiedlichen Formen und Größen. Sie können daher auch von zwei Personen genutzt werden.
Die spezifische Dichte des Wassers wird durch Zugabe von Salzen (in der Regel Magnesiumsulfat) auf 1,30 g/cm³ erhöht, sodass der menschliche Körper ohne Berührung der Wanne in der Lösung schwebt. Das Wasser ist mit etwa 34,8 °C auf die menschliche Haut-Außentemperatur eingestellt, so dass der Nutzer weder Wärme noch Kälte empfindet (thermoneutrales Bad). Eine Temperatur von 35,5 °C sollte nicht überschritten werden, da dies zu Kreislaufstörungen führen kann. Aufgrund der Wassertemperatur und der fehlenden Außenreize soll das Gefühl für die eigene Körpergrenze verschwinden. Die geringe Wassertiefe (25 cm) macht es leicht, sich aufzurichten und das Floating zu unterbrechen.
Der freiwillige Entzug von visuellen und akustischen Reizen kann zu einer tiefen Entspannung führen, weil Gehirn und Nervensystem praktisch keine externen Daten mehr zu verarbeiten haben.

## Geschichte
Die ersten Floating-Anlagen wurden 1954–56 von dem US-amerikanischen Neurophysiologen John C. Lilly am National Institute of Mental Health (NIMH) entwickelt. Sein Anliegen war es, im Zusammenhang mit seiner Forschung zum Thema „Sensorische Deprivation“, die Aktivität des Gehirns zu untersuchen, wenn es völlig von Außenreizen abgeschirmt ist. Lilly fand heraus, dass es dann in einen besonderen Entspannungszustand gerät, der bezogen auf die Gehirnwellenfrequenz zwischen Wachen und Schlafen angesiedelt ist.
Damalige Fachkollegen betrachteten Lillys Selbstversuche zunächst mit Argwohn und Skepsis. Man war der Meinung, dass totaler Reizentzug Menschen geisteskrank machen würde. Lilly erlebte im Floating-Tank jedoch das genaue Gegenteil und war überzeugt von der positiven Wirkung; nach eigener Auskunft profitierte er von „völlig neuen inneren Erfahrungen“. Für den Floating-Pionier handelte es sich dabei eindeutig um „veränderte Bewusstseinszustände“. John C. Lilly behauptete außerdem, dass an keinem anderen Ort eine derart tiefe Entspannung für alle Muskelgruppen zu erreichen sei wie beim Floating.
Von 1956 bis zum Bau des ersten kommerziellen Floating-Tanks 1977 wurde Floating ausschließlich wissenschaftlich erforscht und war der Öffentlichkeit noch nicht zugänglich. An verschiedenen US-amerikanischen Universitäten (hauptsächlich der Harvard Medical School) wurden Untersuchungen im Bereich der Orthopädie, der Schmerzmedizin und der Verhaltensforschung durchgeführt.
Ab Mitte der 1970er Jahre wurde der Floating-Tank in den USA zunächst von Anhängern der New-Age-Bewegung genutzt und nach dem Sanskrit-Begriff Samadhi als „Samadhi-Tank“ bezeichnet. Von den USA aus kamen Floating-Tanks ungefähr Mitte der 1980er Jahre zunächst nach Großbritannien, Australien und die Niederlande. Seit Ende der 1990er Jahre entstanden im Rahmen des aufkommenden Wellness-Trends neue kommerzielle Studios in allen Ländern Europas und auch Asiens. In Deutschland und Großbritannien existieren Verbände, die über die Wirkungsweise und Hintergründe des Floating informieren.

## Wissenschaftliche Forschung
Die Autoren einer Metaanalyse über 27 Studien zum Flotation-REST (Restricted Environmental Stimulation Technique) kommen zu dem Schluss, dass das Floating anderen Entspannungstechniken wie der progressiven Muskelentspannung, dem autogenen Training oder der Atementspannung überlegen sein könnte. Studien aus den Jahren 2005 bis 2010 kommen zu dem Ergebnis, dass der Aufenthalt in einem salzwassergefüllten Floating-Tank den Blutdruck absinken lasse, die Schmerzempfindung vermindere und sich positiv auf das Empfinden von Stress und Anspannung sowie bei Depressionen auswirken kann. Das Schwingen der sogenannten Thetawellen beim Floating könne zwar ebenso durch Meditieren, autogenes Training oder eine Massage hervorgerufen werden, aber das sei bei weitem aufwendiger. Zudem wirke Floating stimmungsaufhellend und stärke das Immunsystem. Deswegen sei das Schweben im Salzwasser anderen Entspannungstechniken überlegen.
Seit seiner Entwicklung sind einige hundert klinische Studien zur Erforschung der Wirkungsweise des Floating durchgeführt worden. Diese haben fast ausschließlich in den Vereinigten Staaten stattgefunden, jüngere Forschung fand hauptsächlich in Schweden statt.
Die wichtigsten Felder der wissenschaftlichen Forschung zum Floating sind: Orthopädie, Dermatologie, Sportmedizin und Stressmanagement.

## Regelwerk
Von der Deutschen Gesellschaft für das Badewesen e. V. gibt es seit Mai 2014 die Richtlinie „65.11 Anforderungen an die Wasseraufbereitung von Floatinganlagen – Anforderungen an die Konstruktion“.

## Rezeption in der Populärkultur
- Eine ausführliche literarische Schilderung eines Floatings findet sich in Stanislav Lems Kurzgeschichte Der bedingte Reflex (1963), veröffentlicht in der Sammlung Pilot Pirx,[8] wo es als Teil eines Kosmonautentrainings beschrieben wird.
- Auch im Roman Die Invasoren von Ganymed (1967) von Philip K. Dick und Ray Nelson wird eine ähnliche Technik erwähnt, dient hier allerdings als Mittel psychologischer Folter durch sensorische Deprivation.[9]
- Sowohl der Pilotfilm Der gigantische Kokon (1968) der US-amerikanischen Krimiserie Hawaii Fünf-Null als auch die gleichnamige Pilotfolge der neunten Staffel der Neuverfilmung Hawaii Five-0 thematisieren Floating als Verhör- und Foltermethode.
- In Ken Russells Thriller Der Höllentrip (1980) führt ein Wissenschaftler Selbstversuche im Isolationstank durch, um verdeckte Bewusstseinszustände zugänglich zu machen.
- In der Simpsons-Episode Es tut uns leid, Lisa (1999) steigen Homer und Tochter Lisa jeweils in einen solchen Tank. Diese Erfahrung ist besonders für Lisa lehrreich, als sie sich selbst in einer Szene aus der Perspektive ihres Vaters sieht, der ganz andere Hobbys und Vorlieben hat als sie.
- Seit der ersten Staffel von Stranger Things (2016) benötigt die Protagonistin die absolute Ruhe dieser Tanks zur Stärkung ihrer telepathischen Kräfte.
- In Folge 19 der zwölften Staffel von The Big Bang Theory (2019) nutzen die Protagonisten Sheldon Cooper und Amy Fowler diese Methode zur Bewältigung des durch wissenschaftliche Konkurrenz um den Nobelpreis entstandenen Stresses.